# ازون بلاغ
ازون بلاغ، روستایی از توابع بخش مرکزی شهرستان فریدن در استان اصفهان

## جمعیت
این روستا در دهستان ورزق قرار دارد و براساس سرشماری مرکز آمار ایران در سال ۱۳۸۵، جمعیت آن ۱٬۳۶۳ نفر (۳۵۹خانوار) بوده‌است. مردم این روستا به زبان ترکی سخن می‌گویند.